# Petr Kálal
Petr Kálal (* 28. dubna 1941 Tábor) je bývalý český fotbalový záložník.

## Hráčská kariéra
V československé nejvyšší soutěži hrál za Spartak KPS Brno v ročníku 1961/62 při jeho jediné účasti, aniž by skóroval. Debutoval v sobotu 14. října 1961 v Bratislavě v zápase s domácím Slovanem (prohra 0:5). Naposled se v nejvyšší soutěži objevil v neděli 15. července 1962 v domácím utkání se Slovanem Nitra (prohra 2:3).

### Prvoligová bilance
| Ročník          | Zápasy | Góly | Minuty | Klub                |
| --------------- | ------ | ---- | ------ | ------------------- |
| I. liga 1961/62 | 2      | 0    | 180    | TJ Spartak KPS Brno |
| CELKEM I. LIGA  | 2      | 0    | 180    |                     |